# Кожуховце
Кожуховце (слч. Kožuchovce) насељено је мјесто са административним статусом сеоске општине (слч. obec) у округу Стропков, у Прешовском крају, Словачка Република.

## Становништво
| Година:    | 1994. | 2004.   | 2014.   | 2024.    |
| ---------- | ----- | ------- | ------- | -------- |
| Број људи: | 72    | 73      | 67      | 46       |
| Разлика:   |       | +1,38 % | -8,21 % | -31,34 % |

| Година:    | 2023. | 2024.   |
| ---------- | ----- | ------- |
| Број људи: | 47    | 46      |
| Разлика:   |       | -2,12 % |

Према подацима о броју становника из 2024. године насеље је имало 46 становника.